# Hammam Ghezèze (délégation)
Hammam Ghezèze ou Hammam El Ghezaz est une délégation tunisienne dépendant du gouvernorat de Nabeul.
| Hommes | Classe d’âge | Femmes |
| ------ | ------------ | ------ |
| 352    | 75 ou +      | 458    |
| 1 102  | 60-74 ans    | 1 042  |
| 1 855  | 45-59 ans    | 1 797  |
| 1 773  | 30-44 ans    | 1 772  |
| 1 707  | 15-29 ans    | 1 640  |
| 1 978  | 0-14 ans     | 1 802  |